# Disphragis divisa
Disphragis divisa är en fjärilsart som beskrevs av William Schaus 1901. Disphragis divisa ingår i släktet Disphragis och familjen tandspinnare. Inga underarter finns listade i Catalogue of Life.